# Ivan Čupić
Ivan Čupić (27 de marzo de 1986, Metković, Yugoslavia) es un exjugador profesional de balonmano croata que jugaba de extremeno derecho. Su último equipo fue el RK Zagreb. Fue un componente de la selección de balonmano de Croacia.
Perdió un dedo de la mano izquierda cuando al saltar una valla, su alianza se enganchó y le arrancó parte del dedo. Este percance le hizo perderse los Juegos Olímpicos de 2008 en Pekín, pero no le impidió continuar su carrera deportiva.

## Carrera
Comenzó a jugar en el equipo de su ciudad natal el RK Metković, pasando a profesional en el 2002. Estuvo en el equipo 3 años hasta que dio el salto al RK Zagreb, donde apenas estuvo unos meses, fichando en el mercado invernal por el SD Octavio Vigo de la Liga ASOBAL. Al final de la temporada, Cupic acabó como el máximo anotador del equipo español y como el séptimo máximo goleador del campeonato con 164 goles a 33 goles de Iker Romero, máximo goleador final. En el mes de enero de 2008, ganó la medalla de plata con la selección croata en el Europeo celebrado en Noruega, perdiendo la final contra Dinamarca. En la final, Cupic anotó 4 goles, uno de ellos desde los 7 metros.
Un año después, volvió a conseguir la plata en el Mundial de 2009, pero quedándose con un sabor agridulce al perder en casa, ya que se celebraba en Croacia. La final la perdiedon 24-19 contra Francia y Cupic fue elegido el mejor extremo derecho del campeonato.
En los Juegos Olímpicos de 2012, logró el bronce olímpico y fue elegido como el mejor extremo derecho gracias a sus goles y su vital importancia en la selección croata.
En el Campeonato del Mundo de 2013, Croacia eliminó a la campeona del mundo, Francia en cuartos de final con 3 goles de Čupić. En las semifinales, perdieron su primer partido ante Dinamarca, pero en la lucha por el bronce, Croacia consiguió alzarse con el metal tras arrollar a Eslovenia por 30-24, siendo el máximo anotador del partido junto con Domagoj Duvnjak, con 8 goles.

## Equipos
- RK Metković (2002-2005)
- RK Zagreb (2005-2007)
- SD Octavio Vigo (2007-2008)
- RK Velenje (2008-2010)
- Rhein-Neckar Löwen (2010-2012)
- KS Vive Targi Kielce (2012-2016)
- Vardar Skopje (2016-2021)
- RK Zagreb (2021-2024)

## Palmarés

### Selección nacional
| Juegos Olímpicos   | Juegos Olímpicos | Juegos Olímpicos  | Juegos Olímpicos |
| Año                | Lugar            | Medalla           |                  |
| ------------------ | ---------------- | ----------------- | ---------------- |
| 2012               | Londres          | Medalla de bronce |                  |
| Campeonato Mundial |                  |                   |                  |
| Año                | Lugar            | Medalla           |                  |
| 2009               | Croacia          | Medalla de plata  |                  |
| 2013               | España           | Medalla de bronce |                  |
| Campeonato Europeo |                  |                   |                  |
| Año                | Lugar            | Medalla           |                  |
| 2008               | Noruega          | Medalla de plata  |                  |
| 2010               | Austria          | Medalla de plata  |                  |
| 2012               | Serbia           | Medalla de bronce |                  |
| 2016               | Polonia          | Medalla de bronce |                  |

### RK Zagreb
- Liga de Croacia (2006, 2007, 2022, 2023, 2024)
- Copa de Croacia (2006, 2007, 2022, 2023, 2024)

### RK Velenje
- Liga de Eslovenia (2009)

### Kielce
- Liga polaca de balonmano (4): 2013, 2014, 2015, 2016
- Copa de Polonia de balonmano (4): 2013, 2014, 2015, 2016
- Liga de Campeones de la EHF (1): 2016

### Vardar
- Liga de Macedonia de balonmano (4): 2017, 2018, 2019, 2021
- Copa de Macedonia de balonmano (3): 2017, 2018, 2021
- Liga SEHA (3): 2017, 2018, 2019
- Liga de Campeones de la EHF (2): 2017, 2019

### Selección nacional

#### Campeonato del Mundo
- Medalla de plata en el Campeonato del Mundo de 2009
- Medalla de bronce en el Campeonato del Mundo de 2013

#### Campeonato de Europa
- Medalla de plata en el Campeonato de Europa de 2008
- Medalla de plata en el Campeonato de Europa de 2010
- Medalla de Bronce en el Campeonato de Europa de 2012

#### Juegos Olímpicos
- Medalla de bronce en los Juegos Olímpicos de 2012

### Consideraciones personales
- Mejor Extremo Derecho del Mundial Junior (1): 2007
- Mejor Extremo Derecho del Mundial (1): 2009
- Mejor Extremo Derecho de los Juegos Olímpicos (1): Londres 2012
- Mejor Extremo Derecho de la Liga de Campeones (1): 2013